# عمر بولافار
عمر بولافار (4 كانون الأول 1642 - 28 تموز 1703 م) كان شاعرًا تاميليًا مسلمًا من تاميل نادو، في الهند. وُلد عمر بولافار عام 1642 في بلدة إتايابورام في منطقة ثوثوكودي. ويُعتبر أحد أعظم الشعراء المسلمين في الهند.

## الحياة المبكرة والعائلة
كان جد عمر بولافار من ناجالابورام، قبل أن ينتقل إلى إيتايابورام حيث وُلد الشاعر. ازدهرت المواهب الأدبية لعمرو بولافار في عهد الشاعر كاديكاي موثو بولافار المكتوبة باللغة التاميلية فقط (التاميلية: கடிகை முத்து புலவர்)، وهو شاعر بلاط إيتايابورام زامين. في سن السادسة عشر، سرق عمر بولافار الأضواء الوطنية بعد فوزه في مناظرة أدبية مع فالاي فاروندي، الشاعر الشهير من شمال الهند. ثم أصبح عمر بولافار شاعر البلاط في إيتايابورام زامين. ولكنه لم يتمكن من تعلم قواعد اللغة العربية. وبينما كان يتعلم اللغة العربية ذهب أستاذه إلى عمله الضروري لكسب المال. مُنحَت عائلته وورثته لقب بولافار من حكومة ولاية تاميل نادو، وهم يحملون الحرف الأول قبل "الحرف الأول من سيرتهم الذاتية". توفي بولافار في 28 تموز 1703 م. توفي مؤخرا الشاعر ف.ف. نظير، أحد آخر ورثته وله بعض الأعمال الشعرية غير المنشورة، بسبب السرطان. أنشأت عائلته صندوقًا للتعليم والإصلاحات الاجتماعية للفقراء في ذكرى وفاته.

## الإرث
جُدد النصب التذكاري له في إيتايابورام في منطقة توتيكورين من حكومة ولاية تاميل نادو وأعلن عن افتتاحه رئيس الجمعية التشريعية آنذاك والوزراء آنذاك. يسعى مركز عمر بولافار للغة التاميلية في سنغافورة، والذي سمي على اسم العالم، إلى توفير تعليم عالي الجودة باللغة التاميلية في سنغافورة. تم تأسيس صندوق الرعاية الاجتماعية الذي أنشأه الأستاذ محمدو ساتيك راجا في 14 آب 2014 باسم "صندوق عمر بهاراتي التعليمي" في ثيروبوفانام بودور فيما يتعلق بالشاعرين من إيتايابورام. كما افتتحت المؤسسة فروعًا في منطقة أريالور ومنطقة ثيني. تمنح جمعية الأدب الإسلامي (Islamiya ilakkiya kazhagam) جائزة كل عام لعلماء التاميل البارزين تحت شعار عمر بولافر.